# 矢部線
矢部線（日语：／ Yabe sen */?）曾經是連結日本福岡縣筑後市的羽犬塚站與八女郡黑木町（現時為八女市）的黑木站，屬於日本國有鐵道（國鐵）的鐵路線（地方交通線）。根據1980年的國鐵再建法的實施獲指定為第1次特定地方交通線，1985年（昭和60年）4月1日全線廢除。
另外，路線名的「矢部」來自預定線的終點八女郡矢部村（現時八女市）。

## 路線資料（廢除時）
- 管轄：日本國有鐵道
- 路段（營業距離）：羽犬塚 - 黑木 19.7公里
- 軌距：1067毫米
- 站數：10個（包括起點站）
- 複線路段：沒有（全線單線）
- 電氣化路段：沒有（全線非電氣化（日语：非電化））
- 閉塞方式：Staff閉塞式

## 历史
矢部线于1936年被追加至改正铁道敷设法中，作为别表第111号之2“福岡縣羽犬塚至矢部铁道”的一部分。由于1936年时，沿线拥有大量的军工设施，因此尽管在太平洋战争逐渐激化，铁路线亦被选为不要不急路线而被拆除以提供金属的背景之下，但矢部线的建设工程并未中断。1945年12月，在战争结束后的四个月后，羽犬塚 - 黑木终于开通，是日本在第二次世界大战后开通的首条铁路线。
本线亦有经大分縣日田郡中津江村（今日田市）的鲷生，连接至宫原线的肥后小国站的延伸计划，但最终并未实现。
在矢部线开通前，沿线曾于1903年8月开通同矢部线并行，连接羽犬塚 - 福岛的南筑马车铁道（轨距914 mm，1907年改名为南筑轨道，1915年改为使用内燃动力运行），并于同年12月延伸至山内。1916年，黑木轨道开设了山内 - 黑木町的线路。1923年，随着南筑轨道和黑木轨道合并，形成了一条直接联通羽犬塚和黑木町的轨道线路。但随着矢部线被纳入铁道敷设法并开工建设，轨道线于1940年6月全线废除。

### 年表
- 1945年（昭和20年）12月26日：羽犬塚 - 黑木 (19.7 km) 开业，新设鹈池站、筑后福岛站、上妻站、山内站、北川内站、黑木站[2]。
- 1958年（昭和33年）2月1日：新设花宗站、蒲原站、今古贺站。
- 1974年（昭和49年）10月1日：筑后福岛 - 黑木 (12.9 km) 货物营业废除。
- 1978年（昭和53年）10月1日：羽犬塚 - 筑后福岛 (6.8 km) 货物营业废除。
- 1981年（昭和56年）9月18日：被指定为第1次特定地方交通线。
- 1985年（昭和60年）4月1日：全线 (19.7 km) 废除[3]，转换至堀川巴士。

## 車站一覽
所有車站都位於福岡縣。接續路線的公司名、所在地以矢部線廢除時為準。
| 中文站名 | 日文站名 | 英文站名 | 站間距離 | 營業距離 | 接續路線                 | 所在地                      |
| -------- | -------- | -------- | -------- | -------- | ------------------------ | --------------------------- |
| 羽犬塚   |          |          | -        | 0.0      | 日本國有鐵道：鹿兒島本線 | 筑後市                      |
| 花宗     |          |          | 1.5      | 1.5      |                          | 筑後市                      |
| 鵜池     |          |          | 2.4      | 3.9      |                          | 八女市                      |
| 蒲原     |          |          | 1.2      | 5.1      |                          | 八女市                      |
| 筑後福島 |          |          | 1.7      | 6.8      |                          | 八女市                      |
| 今古賀   |          |          | 1.2      | 8.0      |                          | 八女市                      |
| 上妻     |          |          | 1.3      | 9.3      |                          | 八女市                      |
| 山內     |          |          | 2.4      | 11.7     |                          | 八女市                      |
| 北川內   |          |          | 3.5      | 15.2     |                          | 八女郡上陽町 （現：八女市） |
| 黑木     |          |          | 4.5      | 19.7     |                          | 八女郡黑木町 （現：八女市） |

## 來源
1. 1 2
2. ↑  『運輸省告示第596号 官報 第5686号（1945年12月24日）』 - 國立國會圖書館デジタルコレクション
3. ↑  . 交通新聞 (交通協力会). 1985-04-02: 1.